# باول دوسن (لاعب كرة قدم أمريكية)
باول دوسن (بالإنجليزية: Paul Dawson) هو لاعب كرة قدم أمريكية أمريكي، ولد في 13 يناير 1993 في دالاس في الولايات المتحدة.

## وصلات خارجية
- باول داوسون على موقع مرجع كرة القدم المحترفة.كوم (الإنجليزية)